# Годвин, Парк (журналист)
Парк Годвин (англ. Godwin Parke; 28 февраля 1816, Патерсон (Нью-Джерси) — 7 января 1904, Нью-Йорк) — американский журналист, редактор, переводчик.

## Биография
Родился в семье лейтенанта, участника Англо-американской войны 1812 года. Его дед офицером боролся за за независимость США. До 1834 года изучал право в Принстонском университете, по окончании которого был принят в коллегию адвокатов штата Кентукки.
Заинтересовался журналистикой и в 1830-е годы писал для New York Evening Post, The United States Magazine и Democratic Review. Реформы, которые он защищал в «Демократическом обозрении», были впоследствии внесены в конституцию и устав г. Нью-Йорка. С 1837 по 1853 год сотрудничал с газетами Evening Post, «Putnam’s Monthly» (соредактор) и «The Atlantic». В 1842 или 1843 редактировал еженедельник Pathfinder.
Сторонник идей Фурье. Написал книгу, которая принесла ему известность в движении фурьеристов. аболиционист. Критиковал политику президента США Франклина Пирса.
Плодовитый политический и литературный журналист. Его многочисленные работы («Handbook of universal history», «Political Essays» и др.) носят компилятивный характер. Издал также сочинения своего тестя, известного американского поэта Уильяма Каллена Брайанта, напечатал ряд переводов из Гёте и др.
Автор биографии У. Брайанта, книги о Енни Линд в 2-х томах и др.

## Избранные публикации
- Popular View of the Doctrines of Charles Fourier (New York, 1844)
- Constructive Democracy (1851)
- Vala, a Mythological Tale (1851)
- A Handbook of Universal Biography (1851; 2 изд. 1871)
- Political Essays (1856)
- History of France (1861)
- Out of the Past (1870)
- New Study of Shakespeare’s Sonnets (1901)